# Чарни-Ляс-Кольонія
Чарни-Ляс-Кольонія (пол. Czarny Las-Kolonia) — село в Польщі, у гміні Юзефув Білґорайського повіту Люблінського воєводства.
Населення — 43 особи (2011).

## Демографія
Демографічна структура станом на 31 березня 2011 року:
|          | Загалом | Допрацездатний вік | Працездатний вік | Постпрацездатний вік |
| -------- | ------- | ------------------ | ---------------- | -------------------- |
| Чоловіки | 18      | 6                  | 11               | 1                    |
| Жінки    | 25      | 5                  | 15               | 5                    |
| Разом    | 43      | 11                 | 26               | 6                    |